# Formula 1 – sezona 1998.
| FIA Svjetsko prvenstvo Formule 1 1998. | FIA Svjetsko prvenstvo Formule 1 1998. |
|                                        | Prvak                                  |
| -------------------------------------- | -------------------------------------- |
| Vozač                                  | Mika Häkkinen (McLaren-Mercedes)       |
| Konstruktor                            | McLaren-Mercedes                       |
| Prethodna sezona                       | Sljedeća sezona                        |
| 1997.                                  | 1999.                                  |

Formula 1 – sezona 1998. je bila 49. sezona u prvenstvu Formule 1. Vozilo se 16 utrka u periodu od 8. ožujka do 1. studenoga 1998. godine. Svjetski prvak je postao Mika Häkkinen, a momčadski prvak je postao McLaren-Mercedes.

## Vozači i konstruktori
| Konstruktor / Momčad                           | Šasija         | Motor                            | Gume | Broj | Vozači                | Utrke |
| ---------------------------------------------- | -------------- | -------------------------------- | ---- | ---- | --------------------- | ----- |
| Williams-Mecachrome Winfield Williams          | Williams FW20  | Mecachrome GC37-01 V10 3.0       | G    | 1    | Jacques Villeneuve    | Sve   |
| Williams-Mecachrome Winfield Williams          | Williams FW20  | Mecachrome GC37-01 V10 3.0       | G    | 2    | Heinz-Harald Frentzen | Sve   |
| Ferrari Scuderia Ferrari Marlboro              | Ferrari F300   | Ferrari 047 V10 3.0              | G    | 3    | Michael Schumacher    | Sve   |
| Ferrari Scuderia Ferrari Marlboro              | Ferrari F300   | Ferrari 047 V10 3.0              | G    | 4    | Eddie Irvine          | Sve   |
| Benetton-Playlife Mild Seven Benetton Playlife | Benetton B198  | Playlife GC37-01 V10 3.0         | B    | 5    | Giancarlo Fisichella  | Sve   |
| Benetton-Playlife Mild Seven Benetton Playlife | Benetton B198  | Playlife GC37-01 V10 3.0         | B    | 6    | Alexander Wurz        | Sve   |
| McLaren-Mercedes West McLaren Mercedes         | McLaren MP4/13 | Mercedes FO 110G V10 3.0         | B    | 7    | David Coulthard       | Sve   |
| McLaren-Mercedes West McLaren Mercedes         | McLaren MP4/13 | Mercedes FO 110G V10 3.0         | B    | 8    | Mika Häkkinen         | Sve   |
| Jordan-Mugen Honda Benson & Hedges Jordan      | Jordan 198     | Mugen Honda MF-301HC V10 3.0     | G    | 9    | Damon Hill            | Sve   |
| Jordan-Mugen Honda Benson & Hedges Jordan      | Jordan 198     | Mugen Honda MF-301HC V10 3.0     | G    | 10   | Ralf Schumacher       | Sve   |
| Prost-Peugeot Gauloises Prost Peugeot          | Prost AP01     | Peugeot A16 V10 3.0              | B    | 11   | Olivier Panis         | Sve   |
| Prost-Peugeot Gauloises Prost Peugeot          | Prost AP01     | Peugeot A16 V10 3.0              | B    | 12   | Jarno Trulli          | Sve   |
| Sauber-Petronas Red Bull Sauber Petronas       | Sauber C17     | Petronas SPE-01D V10 3.0         | G    | 14   | Jean Alesi            | Sve   |
| Sauber-Petronas Red Bull Sauber Petronas       | Sauber C17     | Petronas SPE-01D V10 3.0         | G    | 15   | Johnny Herbert        | Sve   |
| Arrows Danka Zepter Arrows                     | Arrows A19     | Arrows T2-F1 V10 3.0             | B    | 16   | Pedro Diniz           | Sve   |
| Arrows Danka Zepter Arrows                     | Arrows A19     | Arrows T2-F1 V10 3.0             | B    | 17   | Mika Salo             | Sve   |
| Stewart-Ford Cosworth HSBC Stewart Ford        | Stewart SF02   | Ford Cosworth VJ Zetec-R V10 3.0 | B    | 18   | Rubens Barrichello    | Sve   |
| Stewart-Ford Cosworth HSBC Stewart Ford        | Stewart SF02   | Ford Cosworth VJ Zetec-R V10 3.0 | B    | 19   | Jan Magnussen         | 1-7   |
| Stewart-Ford Cosworth HSBC Stewart Ford        | Stewart SF02   | Ford Cosworth VJ Zetec-R V10 3.0 | B    | 19   | Jos Verstappen        | 8-16  |
| Tyrrell-Ford Cosworth PIAA Tyrrell             | Tyrrell 026    | Ford Cosworth VJ Zetec-R V10 3.0 | G    | 20   | Ricardo Rosset        | Sve   |
| Tyrrell-Ford Cosworth PIAA Tyrrell             | Tyrrell 026    | Ford Cosworth VJ Zetec-R V10 3.0 | G    | 21   | Tora Takagi           | Sve   |
| Minardi-Ford Cosworth Fondmetal Minardi Team   | Minardi M198   | Ford Cosworth VJ Zetec-R V10 3.0 | B    | 22   | Shinji Nakano         | Sve   |
| Minardi-Ford Cosworth Fondmetal Minardi Team   | Minardi M198   | Ford Cosworth VJ Zetec-R V10 3.0 | B    | 23   | Esteban Tuero         | Sve   |

## Utrke
|     | Utrka                                             | 1.                               | 2.                                     | 3.                                        |
| --- | ------------------------------------------------- | -------------------------------- | -------------------------------------- | ----------------------------------------- |
|     |                                                   |                                  |                                        |                                           |
| 1.  | VN Australije, Melbourne 8. ožujka 1998.          | Mika Häkkinen McLaren-Mercedes   | David Coulthard McLaren-Mercedes       | Heinz-Harald Frentzen Williams-Mecachrome |
| 2.  | VN Brazila, Interlagos 29. ožujka 1998.           | Mika Häkkinen McLaren-Mercedes   | David Coulthard McLaren-Mercedes       | Michael Schumacher Ferrari                |
| 3.  | VN Argentine, Buenos Aires 12. travnja 1998.      | Michael Schumacher Ferrari       | Mika Häkkinen McLaren-Mercedes         | Eddie Irvine Ferrari                      |
| 4.  | VN San Marina, Imola 26. travnja 1998.            | David Coulthard McLaren-Mercedes | Michael Schumacher Ferrari             | Eddie Irvine Ferrari                      |
| 5.  | VN Španjolske, Catalunya 10. svibnja 1998.        | Mika Häkkinen McLaren-Mercedes   | David Coulthard McLaren-Mercedes       | Michael Schumacher Ferrari                |
| 6.  | VN Monaka, Monte Carlo 24. svibnja 1998.          | Mika Häkkinen McLaren-Mercedes   | Giancarlo Fisichella Benetton-Playlife | Eddie Irvine Ferrari                      |
| 7.  | VN Kanade, Montreal 7. lipnja 1998.               | Michael Schumacher Ferrari       | Giancarlo Fisichella Benetton-Playlife | Eddie Irvine Ferrari                      |
| 8.  | VN Francuske, Magny-Cours 28. lipnja 1998.        | Michael Schumacher Ferrari       | Eddie Irvine Ferrari                   | Mika Häkkinen McLaren-Mercedes            |
| 9.  | VN Velike Britanije, Silverstone 12. srpnja 1998. | Michael Schumacher Ferrari       | Mika Häkkinen McLaren-Mercedes         | Eddie Irvine Ferrari                      |
| 10. | VN Austrije, Spielberg 26. srpnja 1998.           | Mika Häkkinen McLaren-Mercedes   | David Coulthard McLaren-Mercedes       | Michael Schumacher Ferrari                |
| 11. | VN Njemačke, Hockenheim 2. kolovoza 1998.         | Mika Häkkinen McLaren-Mercedes   | David Coulthard McLaren-Mercedes       | Jacques Villeneuve Williams-Mecachrome    |
| 12. | VN Mađarske, Hungaroring 16. kolovoza 1998.       | Michael Schumacher Ferrari       | David Coulthard McLaren-Mercedes       | Jacques Villeneuve Williams-Mecachrome    |
| 13. | VN Belgije, Spa-Francorchamps 30. kolovoza 1998.  | Damon Hill Jordan-Mugen Honda    | Ralf Schumacher Jordan-Mugen Honda     | Jean Alesi Sauber-Petronas                |
| 14. | VN Italije, Monza 13. rujna 1998.                 | Michael Schumacher Ferrari       | Eddie Irvine Ferrari                   | Ralf Schumacher Jordan-Mugen Honda        |
| 15. | VN Luksemburga, Nürburgring 27. rujna 1998.       | Mika Häkkinen McLaren-Mercedes   | Michael Schumacher Ferrari             | David Coulthard McLaren-Mercedes          |
| 16. | VN Japana, Suzuka 1. studenog 1998.               | Mika Häkkinen McLaren-Mercedes   | Eddie Irvine Ferrari                   | David Coulthard McLaren-Mercedes          |
|     |                                                   |                                  |                                        |                                           |

## Konačni poredak

### Vozači
| Poz. | Vozač                 | AUS | BRA | ARG | SMR | ESP | MON | CAN | FRA | GBR | AUT | GER | HUN | BEL | ITA | LUX | JPN | Bodovi |
| ---- | --------------------- | --- | --- | --- | --- | --- | --- | --- | --- | --- | --- | --- | --- | --- | --- | --- | --- | ------ |
| 1.   | Mika Häkkinen         | 1   | 1   | 2   | Ret | 1   | 1   | Ret | 3   | 2   | 1   | 1   | 6   | Ret | 4   | 1   | 1   | 100    |
| 2.   | Michael Schumacher    | Ret | 3   | 1   | 2   | 3   | 10  | 1   | 1   | 1   | 3   | 5   | 1   | Ret | 1   | 2   | Ret | 86     |
| 3.   | David Coulthard       | 2   | 2   | 6   | 1   | 2   | Ret | Ret | 6   | Ret | 2   | 2   | 2   | 7   | Ret | 3   | 3   | 56     |
| 4.   | Eddie Irvine          | 4   | 8   | 3   | 3   | Ret | 3   | 3   | 2   | 3   | 4   | 8   | Ret | Ret | 2   | 4   | 2   | 47     |
| 5.   | Jacques Villeneuve    | 5   | 7   | Ret | 4   | 6   | 5   | 10  | 4   | 7   | 6   | 3   | 3   | Ret | Ret | 8   | 6   | 21     |
| 6.   | Damon Hill            | 8   | DSQ | 8   | 10  | Ret | 8   | Ret | Ret | Ret | 7   | 4   | 4   | 1   | 6   | 9   | 4   | 20     |
| 7.   | Heinz-Harald Frentzen | 3   | 5   | 9   | 5   | 8   | Ret | Ret | 15  | Ret | Ret | 9   | 5   | 4   | 7   | 5   | 5   | 17     |
| 8.   | Alexander Wurz        | 7   | 4   | 4   | Ret | 4   | Ret | 4   | 5   | 4   | 9   | 11  | 16  | Ret | Ret | 7   | 9   | 17     |
| 9.   | Giancarlo Fisichella  | Ret | 6   | 7   | Ret | Ret | 2   | 2   | 9   | 5   | Ret | 7   | 8   | Ret | 8   | 6   | 8   | 16     |
| 10.  | Ralf Schumacher       | Ret | Ret | Ret | 7   | 11  | Ret | Ret | 16  | 6   | 5   | 6   | 9   | 2   | 3   | Ret | Ret | 14     |
| 11.  | Jean Alesi            | Ret | 9   | 5   | 6   | 10  | 12  | Ret | 7   | Ret | Ret | 10  | 7   | 3   | 5   | 10  | 7   | 9      |
| 12.  | Rubens Barrichello    | Ret | Ret | 10  | Ret | 5   | Ret | 5   | 10  | Ret | Ret | Ret | Ret | Ret | 10  | 11  | Ret | 4      |
| 13.  | Mika Salo             | Ret | Ret | Ret | 9   | Ret | 4   | Ret | 13  | Ret | Ret | 14  | Ret | Ret | Ret | 14  | Ret | 3      |
| 14.  | Pedro Diniz           | Ret | Ret | Ret | Ret | Ret | 6   | 9   | 14  | Ret | Ret | Ret | 11  | 5   | Ret | Ret | Ret | 3      |
| 15.  | Johnny Herbert        | 6   | 11  | Ret | Ret | 7   | 7   | Ret | 8   | Ret | 8   | Ret | 10  | Ret | Ret | Ret | 10  | 1      |
| 16.  | Jarno Trulli          | Ret | Ret | 11  | Ret | 9   | Ret | Ret | Ret | Ret | 10  | 12  | Ret | 6   | 13  | Ret | 12  | 1      |
| 17.  | Jan Magnussen         | Ret | 10  | Ret | Ret | 12  | Ret | 6   |     |     |     |     |     |     |     |     |     | 1      |
| 18.  | Shinji Nakano         | Ret | Ret | 13  | Ret | 14  | 9   | 7   | 17  | 8   | 11  | Ret | 15  | 8   | Ret | 15  | Ret | 0      |
| 19.  | Esteban Tuero         | Ret | Ret | Ret | 8   | 15  | Ret | Ret | Ret | Ret | Ret | 16  | Ret | Ret | 11  | NC  | Ret | 0      |
| 20.  | Ricardo Rosset        | Ret | Ret | 14  | Ret | DNQ | DNQ | 8   | Ret | Ret | 12  | DNQ | DNQ | Ret | 12  | Ret | DNQ | 0      |
| 21.  | Tora Takagi           | Ret | Ret | 12  | Ret | 13  | 11  | Ret | Ret | 9   | Ret | 13  | 14  | Ret | 9   | 16  | Ret | 0      |
| 22.  | Olivier Panis         | 9   | Ret | 15  | 11  | 16  | Ret | Ret | 11  | Ret | Ret | 15  | 12  | Ret | Ret | 12  | 11  | 0      |
| 23.  | Jos Verstappen        |     |     |     |     |     |     |     | 12  | Ret | Ret | Ret | 13  | Ret | Ret | 13  | Ret | 0      |
| Poz. | Vozač                 | AUS | BRA | ARG | SMR | ESP | MON | CAN | FRA | GBR | AUT | GER | HUN | BEL | ITA | LUX | JPN | Bodovi |

| Boja       | Rezultat                   | Oznaka boje |
| ---------- | -------------------------- | ----------- |
| Zlato      | 1. mjesto                  | #FFFFBF     |
| Srebro     | 2. mjesto                  | #DFDFDF     |
| Bronca     | 3. mjesto                  | #FFDF9F     |
| Zeleno     | U cilju osvojivši bodove   | #DFFFDF     |
| Plavo      | U cilju bez bodova         | #CFCFFF     |
| Ljubičasto | Nije završio utrku (Ret)   | #EFCFFF     |
| Ljubičasto | Nije klasificiran (NC)     | #EFCFFF     |
| Crveno     | Nije se kvalificirao (DNQ) | #FFCFCF     |
| Crno       | Diskvalificaran (DSQ)      | #000000     |
| Bijelo     | Nije startao (DNS)         | #FFFFFF     |
| Bez boje   | Nije sudjelovao            |             |
| Bez boje   | Bolovanje (INJ)            |             |
| Bez boje   | Isključen (EX)             |             |

### Konstruktori
| Pozicija | Konstruktor           | Bodovi |
| -------- | --------------------- | ------ |
| 1.       | McLaren-Mercedes      | 156    |
| 2.       | Ferrari               | 133    |
| 3.       | Williams-Mecachrome   | 38     |
| 4.       | Jordan-Mugen Honda    | 34     |
| 5.       | Benetton-Playlife     | 33     |
| 6.       | Sauber-Petronas       | 10     |
| 7.       | Arrows                | 6      |
| 8.       | Stewart-Ford Cosworth | 5      |
| 9.       | Prost-Peugeot         | 1      |
| 10.      | Minardi-Ford Cosworth | 0      |
| 11.      | Tyrrell-Ford Cosworth | 0      |